# Škofija Chatham
Škofija Chatham je bivša rimskokatoliška škofija s sedežem v Chathamu (Kanada).

## Škofje
- James Rogers (8. maj 1860–7. avgust 1902)
- Thomas Francis Barry (7. avgust 1902–19. januar 1920)
- Patrice Alexandre Chiasson (9. september 1920–13. marec 1938)